# Kergueleniola macra
Kergueleniola macra is een vlokreeftensoort uit de familie van de Bogidiellidae. De wetenschappelijke naam van de soort is voor het eerst geldig gepubliceerd in 1970 door Ruffo.